# 长沙之战 (三国演义)
长沙之战是罗贯中小说《三国演义》第53章描述的小规模军事冲突，发生于荆州长沙，對戰雙方為刘备和韩玄勢力，此战將日後加入蜀汉的大将黄忠和魏延引入故事。
史實中，此戰為208年江陵之战的一部分，韩玄和其他太守未经战斗便投降於刘备，而魏延當時是刘备的私人部曲，逐级崛起为将军，實際上与韩玄和黄忠并无关联。
中国传统戏剧中，多个剧种有据此改编的剧目——《战长沙》。

## 背景
刘表于208年亡故、刘琮继承失败后，刘表旧部韩玄控制长沙城。曹操伐荆州陷入僵持，韩玄和另一军阀金旋脱离荆州的管轄。曹操、刘备及孙权都想得到荆州，但孙权除了长江南侧接近夏口和赤壁的地方以外几乎没有占领荆州寸土；刘备发觉这是一个夺取荆州與其他要塞的机会，遂派关羽攻长沙、灭韩玄。

## 战役
当关羽率军进军长沙时，韩玄派管军校尉杨龄迎敌，杨龄被杀。韩玄派黄忠和关羽单挑，在战斗中，两人都对对方萌生敬意，放过了杀死对方的机会。韩玄见状，命处死黄忠。魏延砍倒刽子手，救了黄忠，带头作乱，並杀了韩玄，魏延隨後献城于关羽。

## 后果
黄忠、魏延和刘磐在投降刘备后都成为蜀汉要员，黄忠更与关羽、张飞、赵云和马超并列为“五虎将”。黃於217年参与汉中之战的战斗，在和曹操军的定军山之战斬殺夏侯渊。刘磐成为蜀汉的长沙郡守。
魏延投降后，诸葛亮觀其面相、覺此人命帶反骨，便命处决之，刘备阻止；但诸葛亮仍常常怀疑魏延，防他作乱。在三國演義的第104章中，诸葛亮卒于五丈原，而後魏延确实帶兵反叛。